# Мирзоева, Эльмира Назимовна
Эльмира Назимовна Мирзоева (род. 2 ноября 1981, Москва) — российская шахматистка, гроссмейстер среди женщин (2002). Спортивный журналист, шахматный обозреватель ВГТРК.

## Биография
Эльмира Мирзоева родилась 2 ноября 1981 года в Москве, в азербайджанской семье. Родители Эльмиры из Гянджи. С 2002 года имеет звание гроссмейстера среди женщин. Кроме шахмат занимается также журналистской деятельностью. Является автором и ведущей программ «Шахматы в Альпах» и «Шах или Мат» на телеканале «Спорт» (2005—2006 гг.).
С июня 2006 года по настоящее время ведущая информационного вещания и шахматный обозреватель на радио «Маяк», «Вести ФМ» и «Радио России».
В июне 2019 года совместно с гроссмейстером Владимиром Поткиным стала комментатором телевизионного шахматного турнира «Армагеддон», с прямыми трансляциями на телеканале «Матч ТВ».
В июне 2024 выиграла открытый чемпионат Англии по шахматам среди женщин, одолев на тай-брейке действующую чемпиона Катаржину Тома.
Болеет за московский футбольный клуб «Спартак».

## Достижения
- 1996 — Чемпионка России среди девушек до 16 лет.
- 1998 — Чемпионка Москвы по блицу среди женщин.
- 1999 — Обладательница Кубка России по блицу среди женщин.
- 1999 — Бронзовый призёр чемпионата России.
- С 2000 по 2002 гг. — Вице-чемпионка Москвы среди женщин.
- С 2002 по 2004 гг. — Чемпионка Москвы среди женщин по блицу.
- С 2003 по 2005 гг. — Лидер команды «Shalon Champine» (Франция).
- 2008 — победительница неофициального чемпионата мира по шахматам среди журналистов.
- 2011 — второе место на международном шахматном турнире «Moscow Chess Open».
- 2011 — второе место на этапе кубка России среди женщин «Саткинская Осень».
- 2011—2012 — участница финала Кубка России среди женщин.
- 2024 — чемпион Великобритании среди женщин

## Изменения рейтинга
| Графики недоступны из-за технических проблем. См. информацию на Фабрикаторе и на mediawiki.org. |